# Magyar Királyi Vetőmagvizsgáló Állomás
A Magyar Királyi Vetőmagvizsgáló Állomás egy nagy múltú magyar mezőgazdasági kutatóintézet.

## Címe
- Budapest, Kis Rókus u. 15/a. – az Országos Meteorológiai Intézet épületével szemben

## Története, épülete
A Vetőmagvizsgáló Állomást 1900–1901-ben hozták létre a budai II. kerületi Kis-Rókus utca 15/a – Kitaibel Pál utca 4. – Keleti Károly utca 24. által határolt területen. A kutatóintézet számára több épület épült, ezeket Dégen Árpád elképzelései alapján a kor jelentős építésze, Czigler Győző tervezte meg eklektikus stílusban (archív felvétel). (Érdekesség, hogy a Vetőmagvizsgáló Állomással szembe, a Kitaibel Pál utca túloldalára épült nem sokkal később a Országos Meteorológiai Intézet is.)
Az intézet a két világháború közötti időben Magyar Királyi Gabona- és Lisztkísérleti Állomás néven működött. Legfontosabb feladata volt a magyar búzakataszter elkészítése a búzatermés vidékenkénti eloszlásának megállapítása céljából. Kutatta azt is, hogy milyen vidéken milyen búzafajtát érdemes termelni, melyek adják egy-egy területen a legjobb minőséget és a legnagyobb termést.
Az intézményben működik az ezredfordulótól a Gabona Control laboratórium. Feladatát így foglalják össze munkatársai: „évente sok ezer búzatétel vizsgálatait végezzük el. Több mint harminc év tapasztalata áll rendelkezésünkre. Korábban minisztériumi megbízásból országos búza minőségi térképek is készültek nálunk, így sok partnerünk a vizsgálatok megrendelésén túl az egyes paramétereknél tapasztalható eltérések magyarázatáért is hozzánk fordul.”
Korábban az intézet területén Vegykísérleti Állomás is működött. Ennek épületét 1902-ben emelték (ez volt a Keleti Károly u. 24.), ugyancsak Czigler tervei alapján.
A kutatóintézet teljes területét napjainkban a Nemzeti Élelmiszerlánc-biztonsági Hivatal használja.

## Képtár

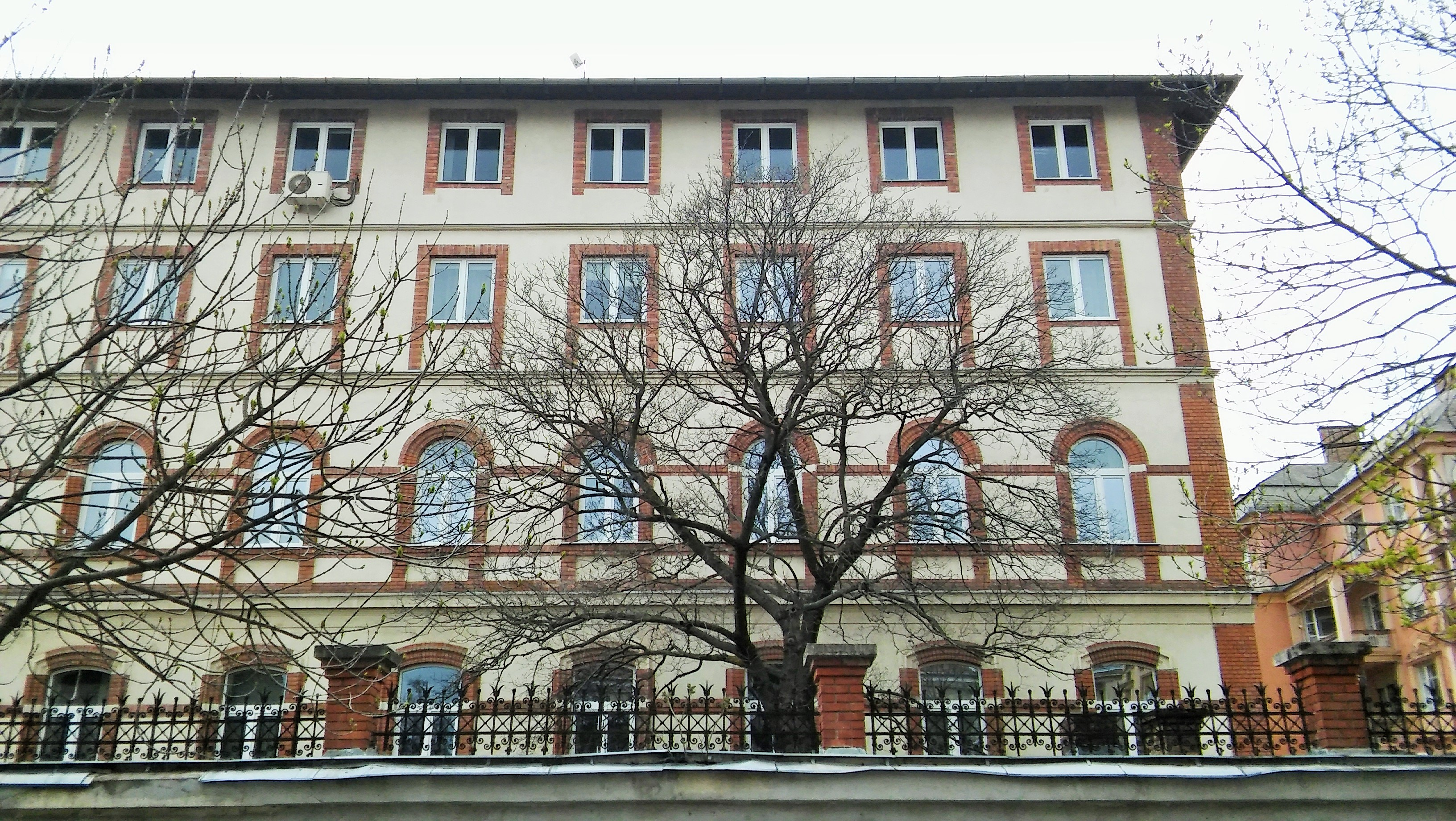
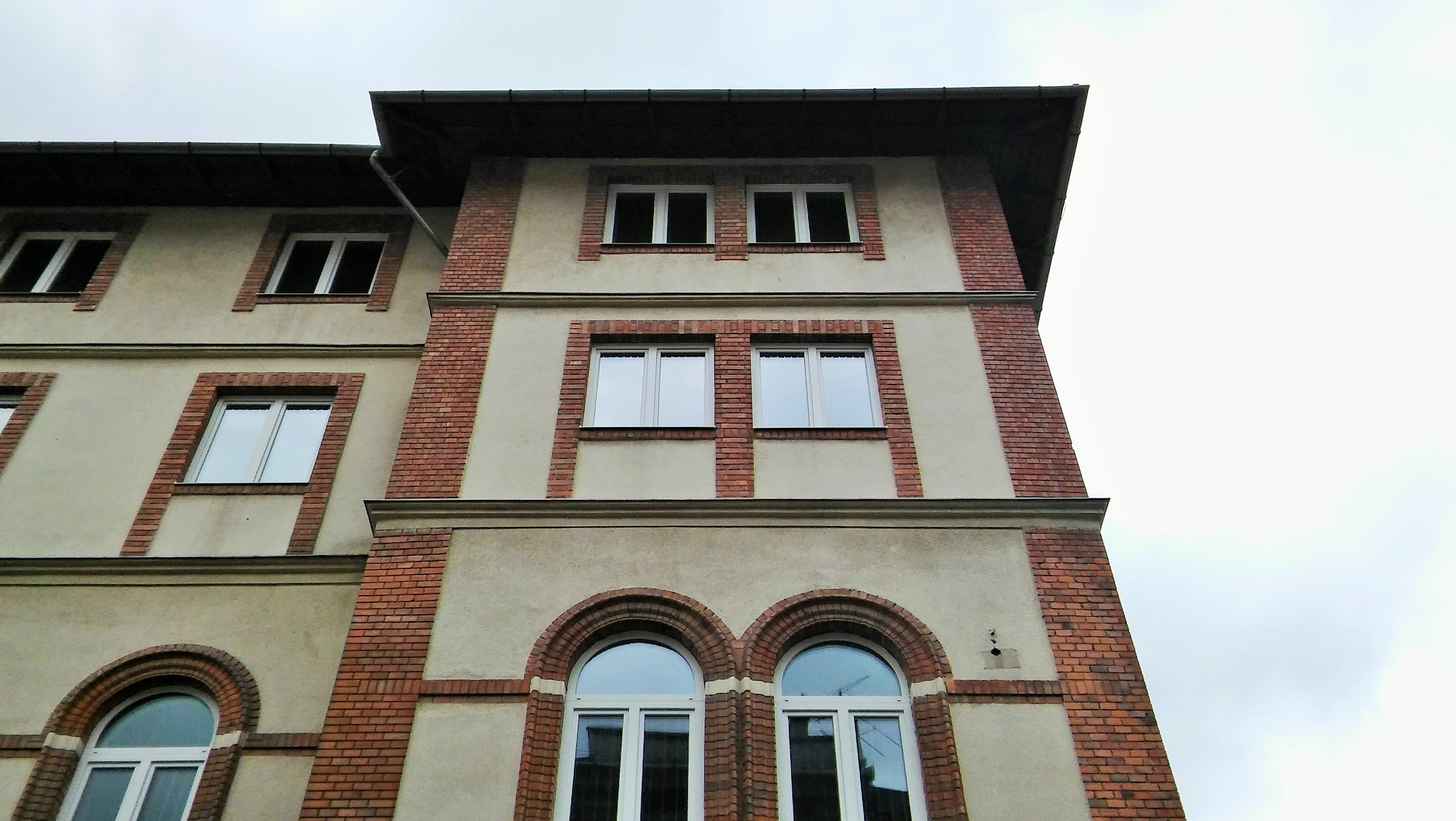
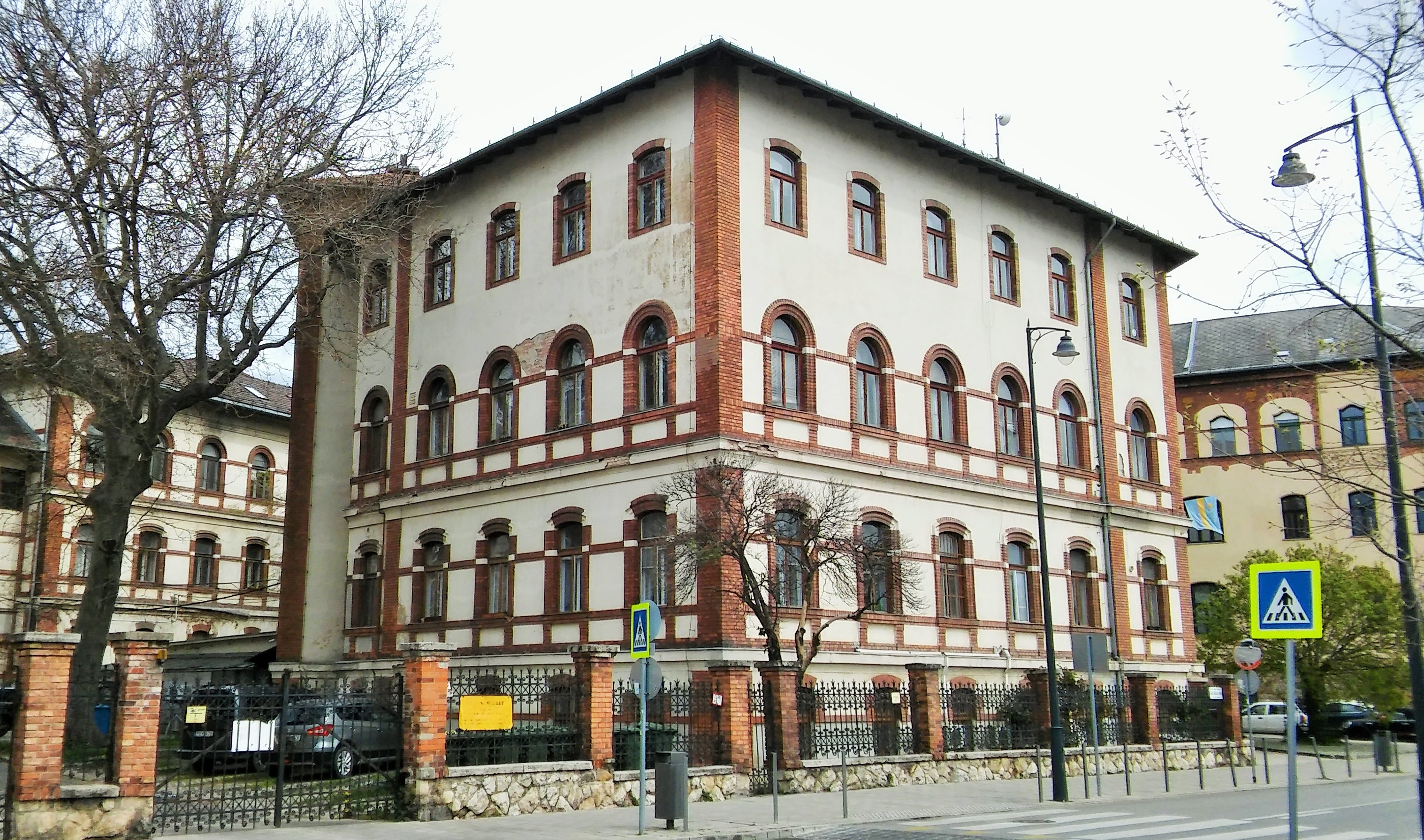
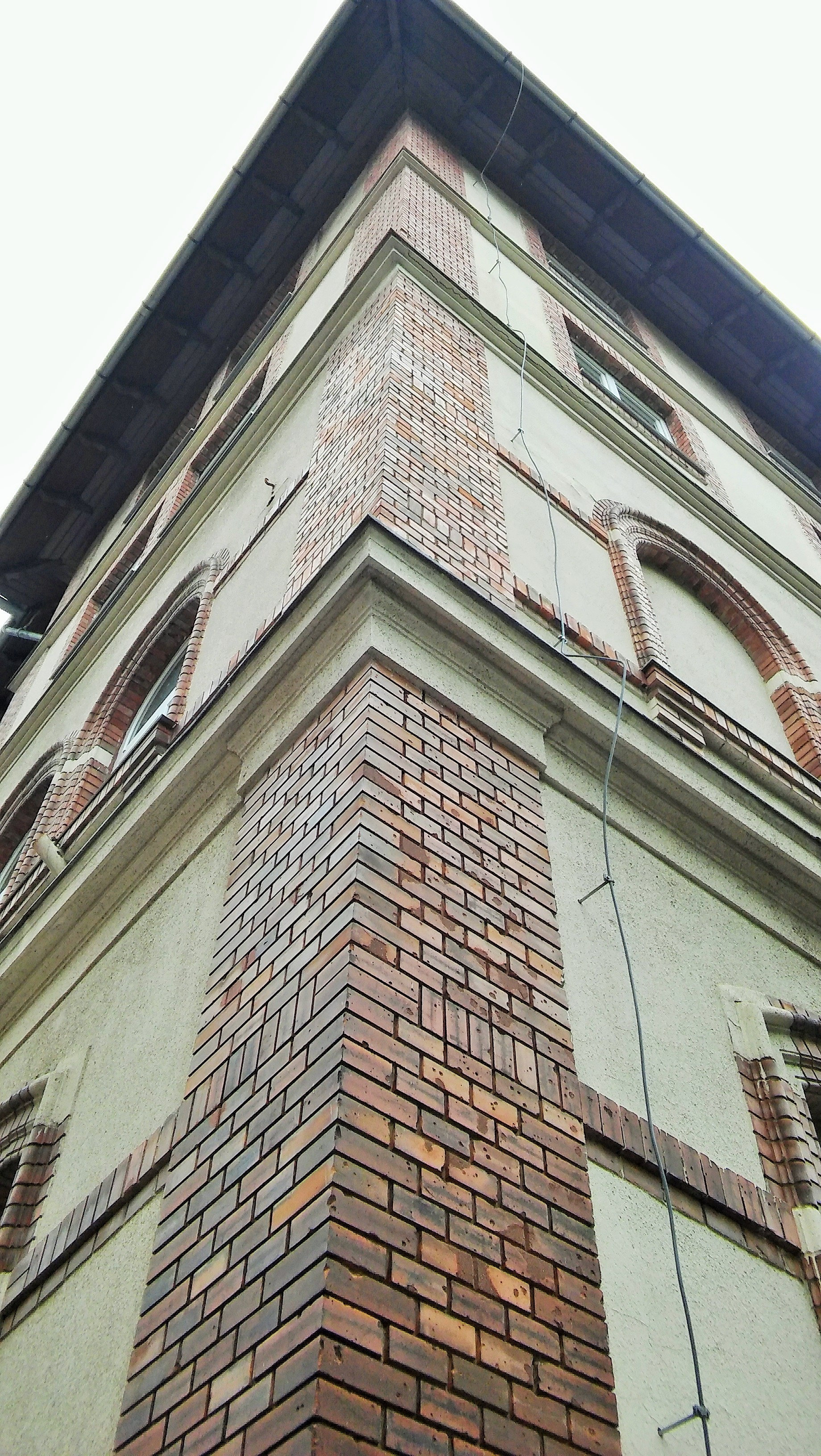
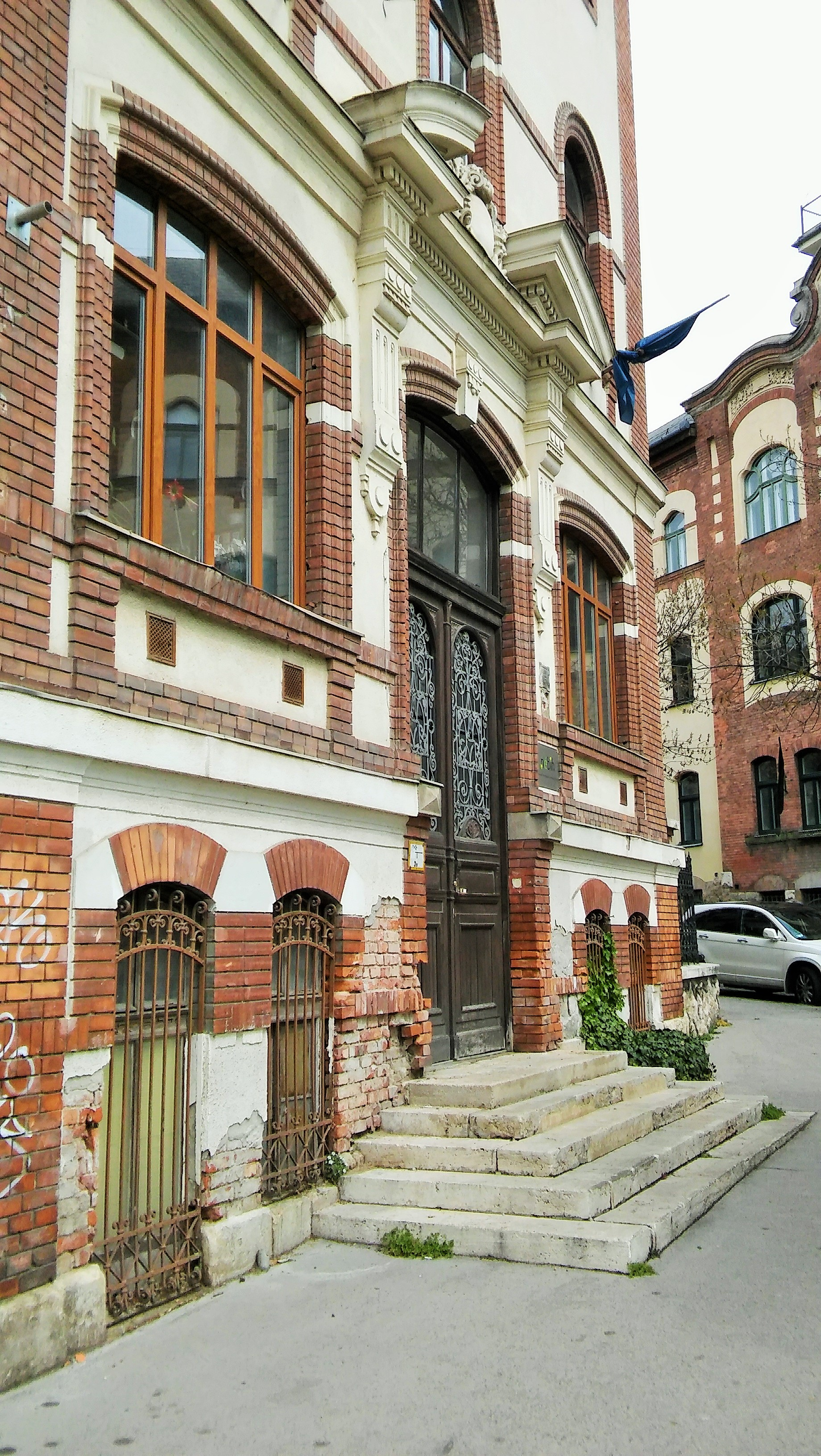
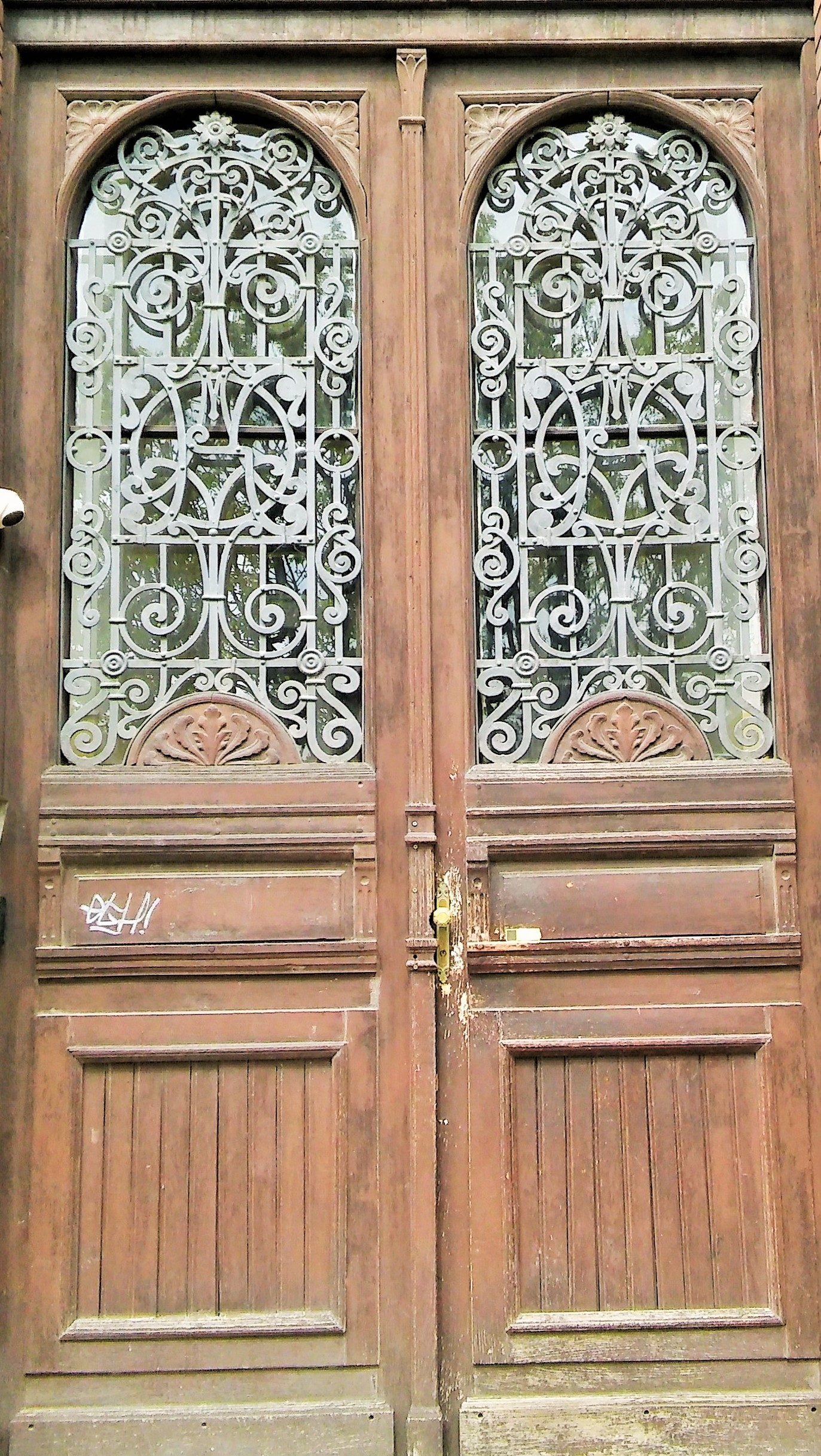
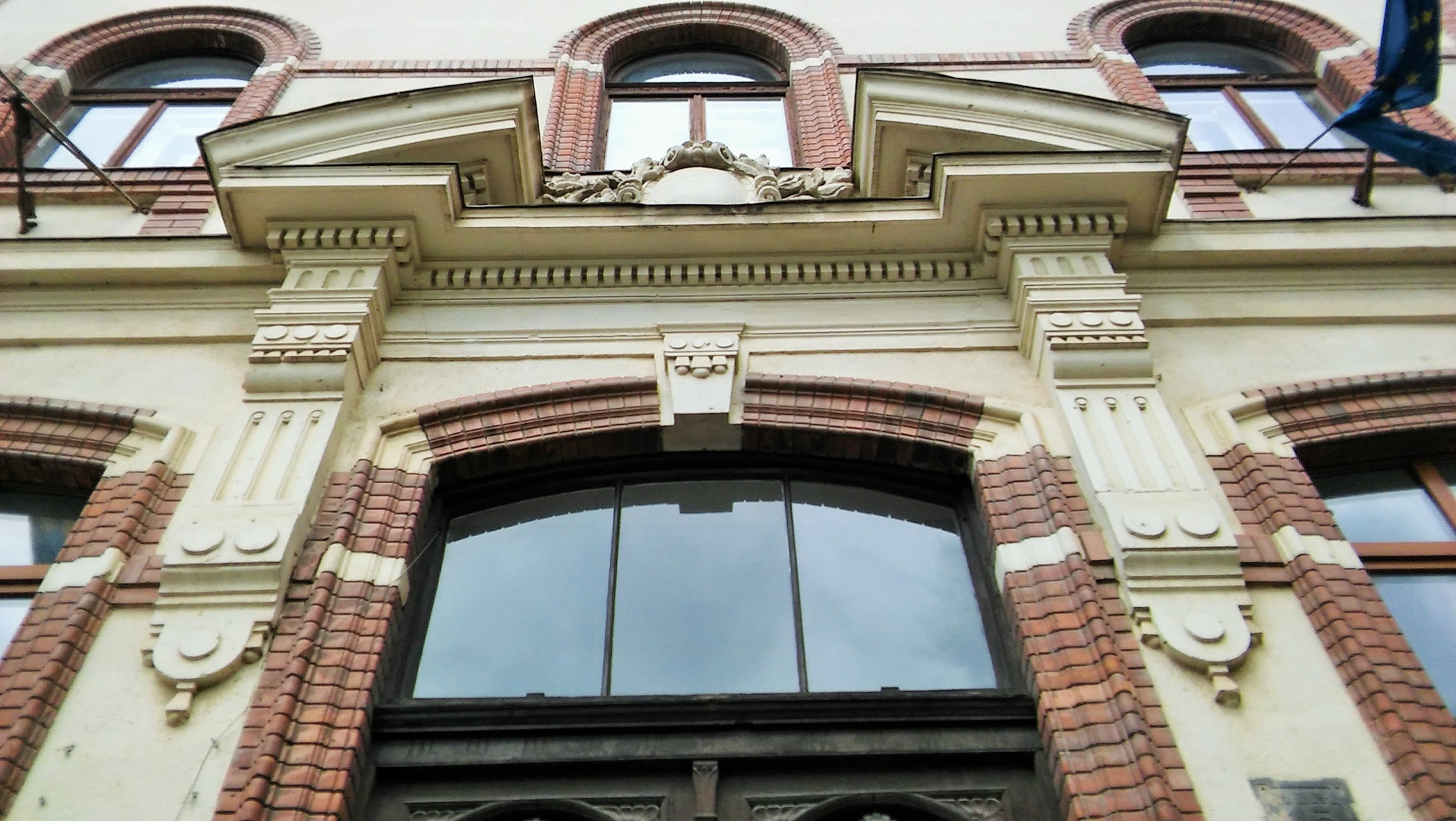
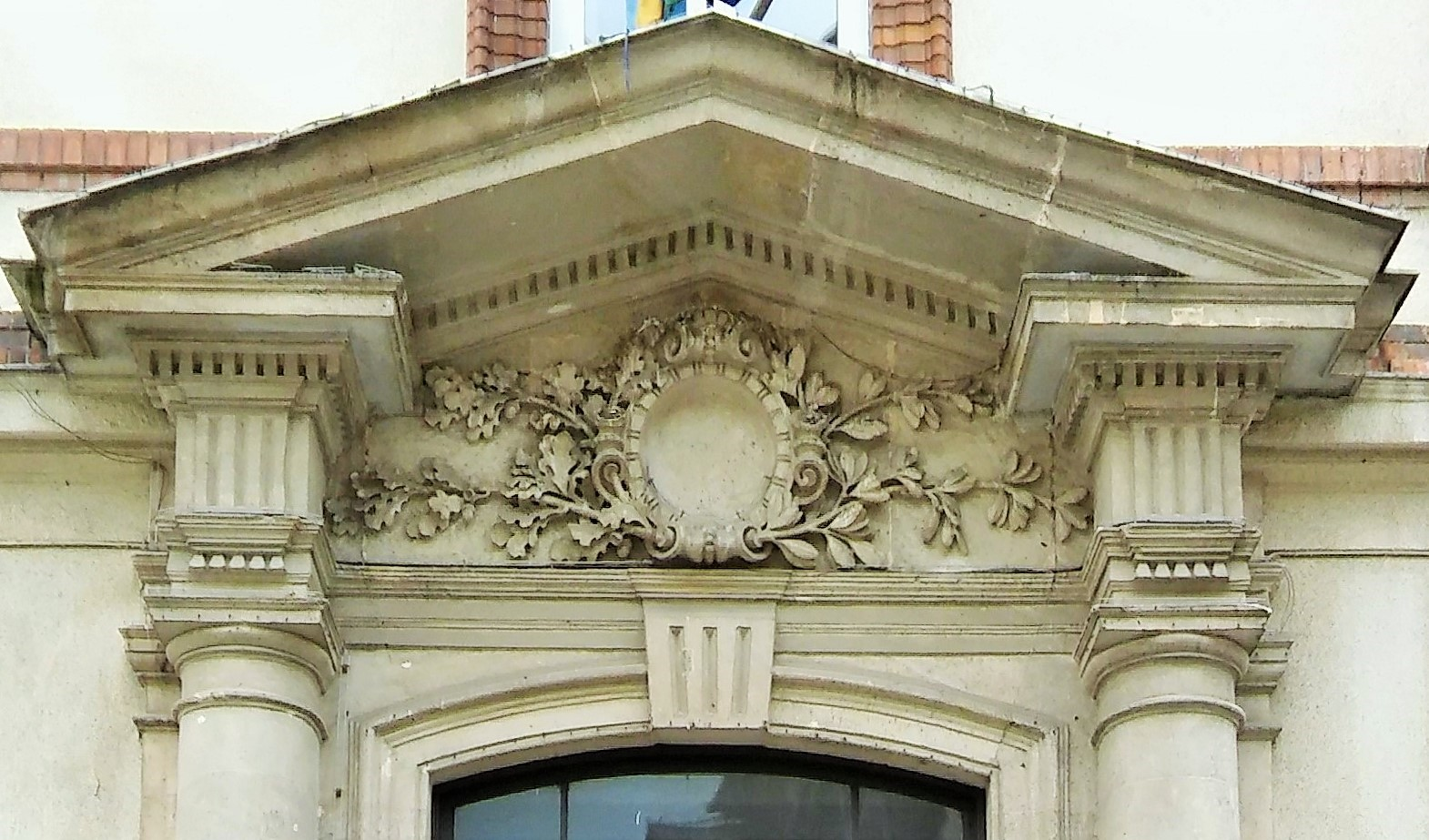
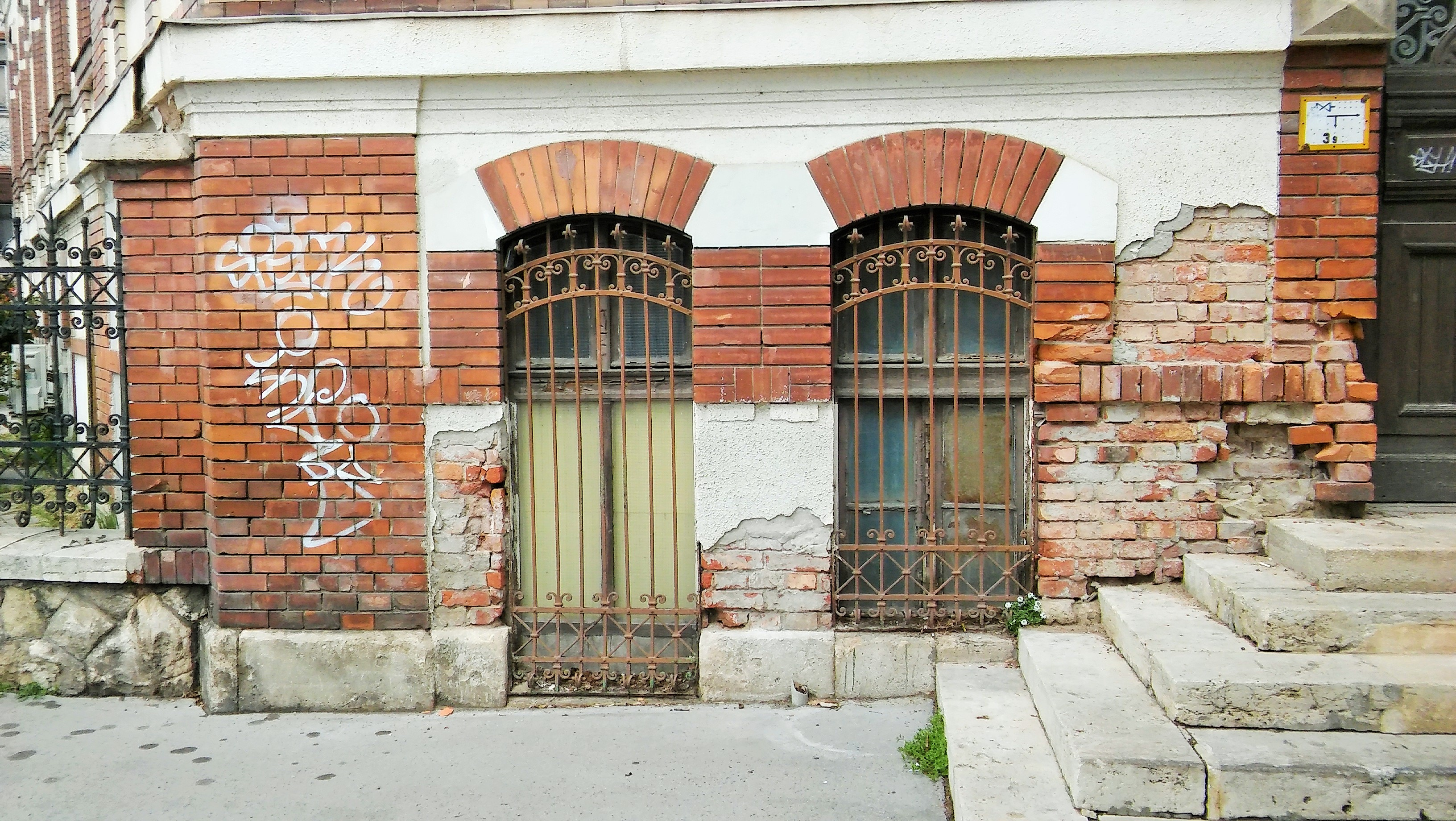
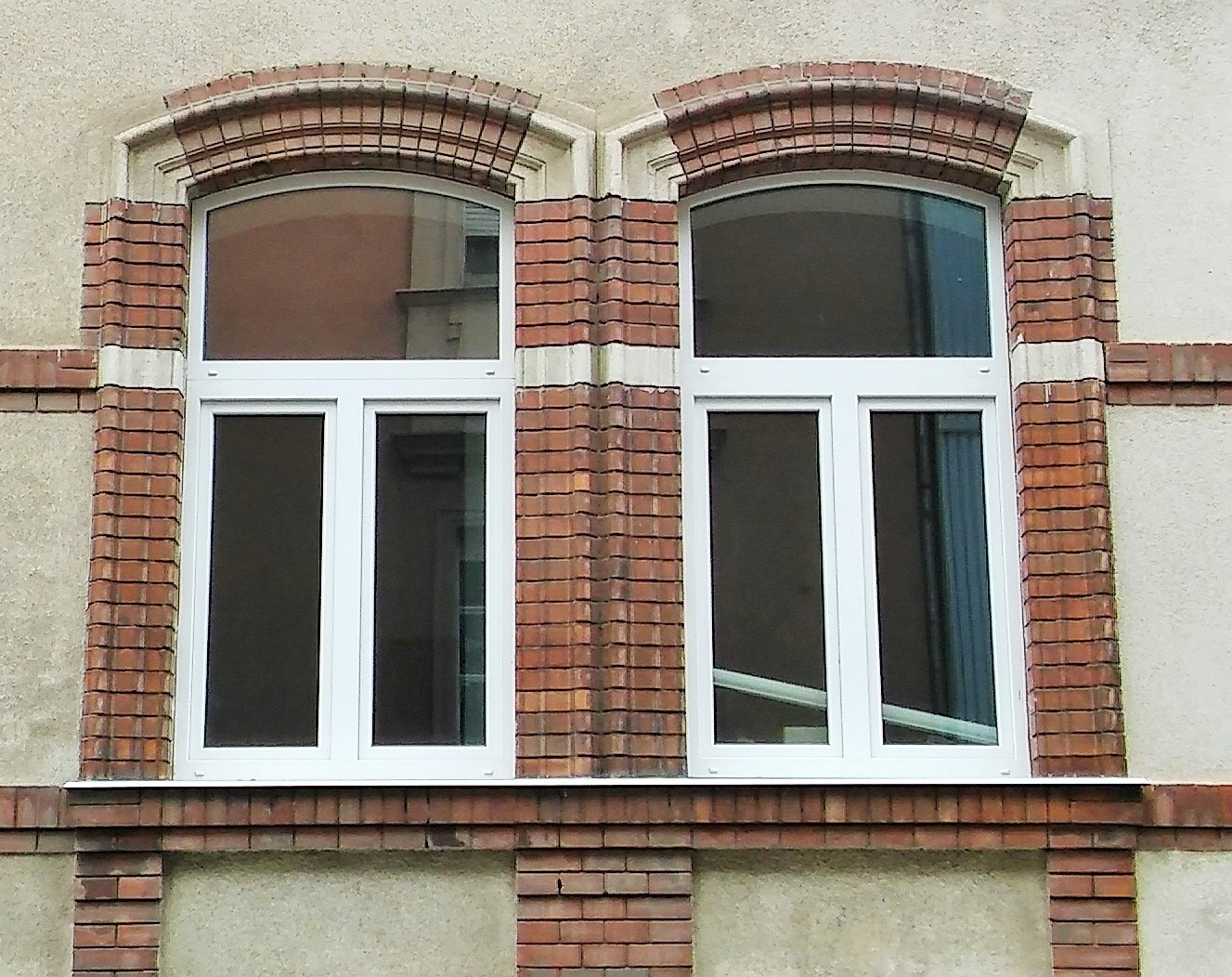
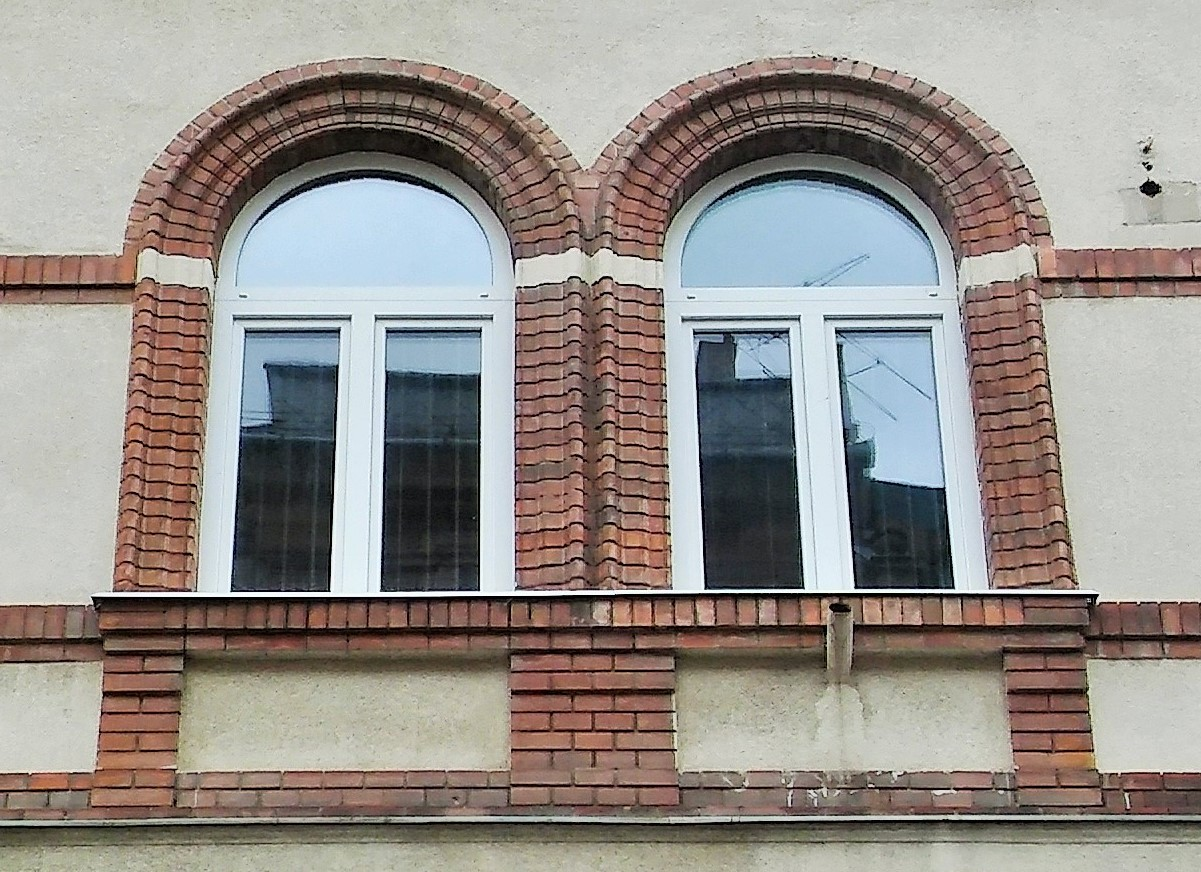
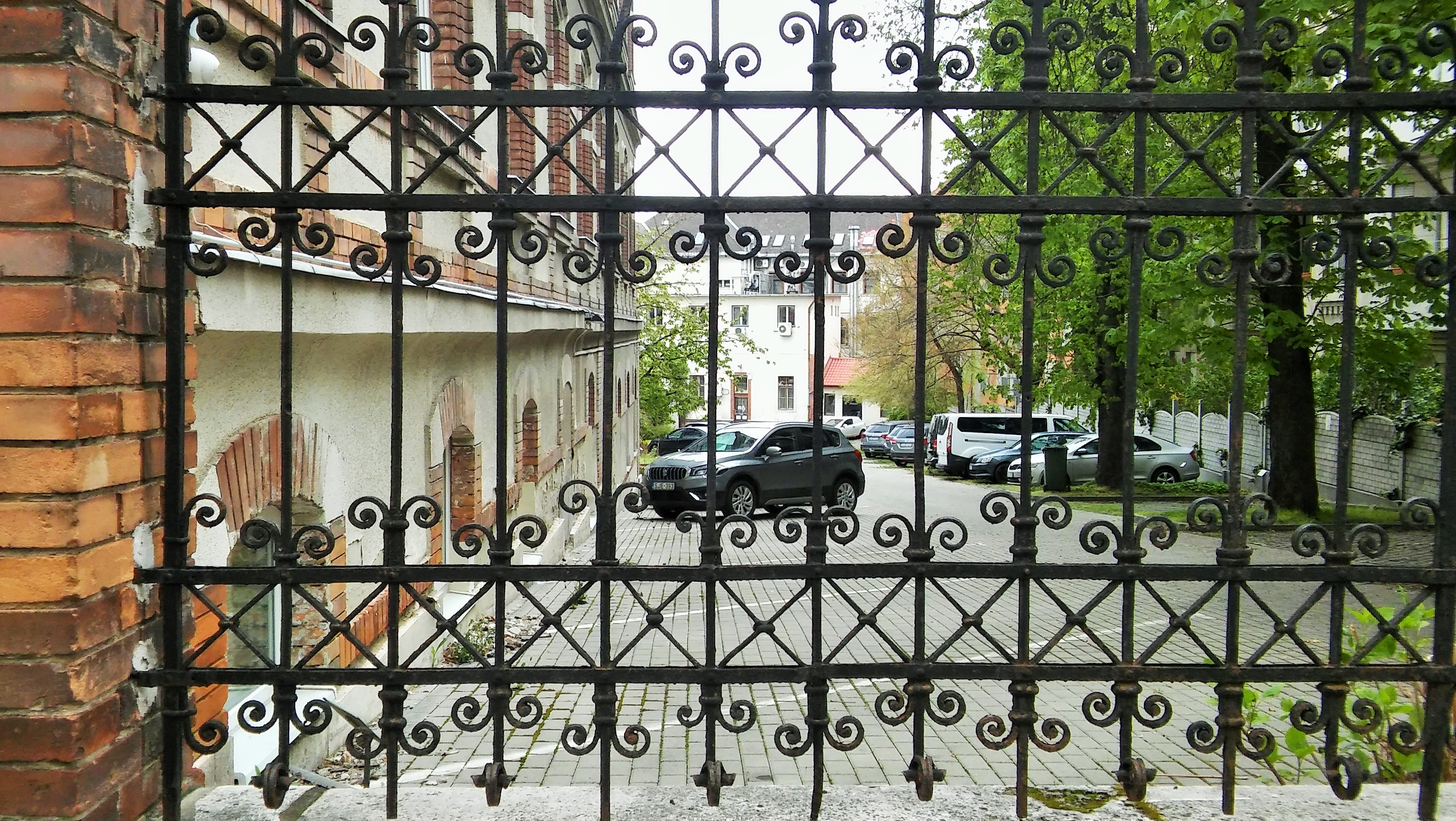